# Cryptanura spilonota
Cryptanura spilonota là một loài tò vò trong họ Ichneumonidae.